# Jan Nonhof
Jan Nonhof (Monster, 9 dicembre 1947) è un attore, doppiatore e regista olandese.

## Biografia
Sebbene abbia recitato per anni con compagnie teatrali come la Haagse Comedie e anche in produzioni libere (con Willem Nijholt e Anne Wil Blankers, tra gli altri), negli ultimi anni Nonhof è stato attivo principalmente nel doppiaggio come attore e regista. Come doppiatore, ha fornito la voce di Meowth del Team Rocket in Pokémon ,la voce di Squiddi Tentacolo in SpongeBob e opere derivate, la voce di Denzel Crocker in Due fantagenitori e la voce di Jerry in Totally Spies! e la voce di Paperone de' Paperoni nella serie DuckTales (2017).

## Doppiaggio (parziale)

### Televisione
- Artemis e Kunzite in Sailor Moon (1992-1997)
- Sig. Simmons &  Ernie Potts in Hey Arnold (1996-2002)
- King K. Rool in Donkey Kong Country (1997-2000)
- Meowth in Pokémon (1997-2006)
- Gabumon, Puppetmon, Vademon, Andromon, Whamon, Myotismon,Black Wargreymon, Gennai in Digimon (2000-2007)
- Oxford in Hamtaro (2000-2006)
- Jerry in Totally Spies! - Che magnifiche spie! (2001-2008;2013)
- Denzel Crocker,  Juandissimo in Due fantagenitori (2001-2017)
- Squiddi Tentacolo & Potty in Spongebob (2002-2023)
- Hovis in Catscratch (2005-2007)
- Hugh Test in Johnny Test (2005-2014)
- Ozu in Kappa Mikey (2006-2008)
- Lucius in Jimmy Jimmy (2009)
- Zio Paperone in DuckTales (serie animata 2017)
- Squiddi Tentacolo in Kamp Koral: SpongeBob al campo estivo (2020-2021)

### Cinema
- Squiddi Tentacolo in SpongeBob - Il film (2005)
- Chick Hicks in Cars - Motori ruggenti (2006)
- Squiddi Tentacolo in SpongeBob - Fuori dall'acqua (2015)
- Papa Julio in Coco (2017)
- Chick Hicks in Cars 3 (2017)